# Jootme (Tapa)
Jootme (Duits: Jotma) is een plaats in de Estische provincie Lääne-Virumaa, behorend tot de gemeente Tapa. De plaats heeft 66 inwoners (2021) en heeft de status van dorp (Estisch: küla).
De plaats lag tot in 2005 in de gemeente Lehtse. In dat jaar werd Lehtse samengevoegd met de gemeente Tapa.

## Geschiedenis
Jootme bestond al in de 14e eeuw. Een landgoed Jootme werd gesticht in de 17e eeuw. Het landgoed behoorde onder andere toe aan de families Wrangel en von Maydell. De laatste eigenaar voordat het landgoed door het onafhankelijk geworden Estland werd onteigend was Eduard von Maydell.
Het houten landhuis kwam gereed in 1859. Alleen het middelste deel, met een portaal dat gesteund wordt door vier zuilen, is nog over. Het gebouw is inmiddels voorzien van een pleisterlaag. Het is in particuliere handen.

## Foto's

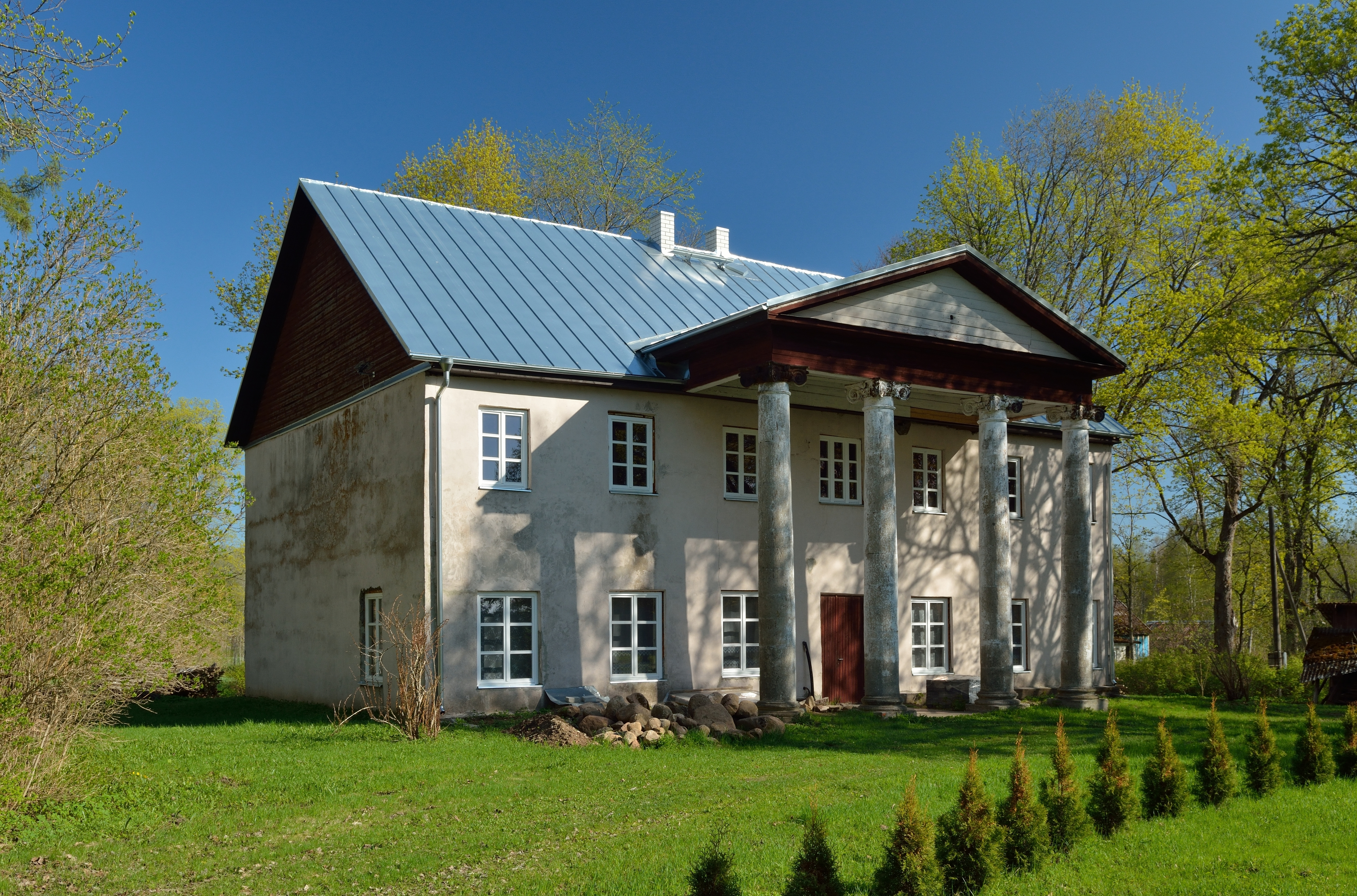
Het landhuis van Jootme
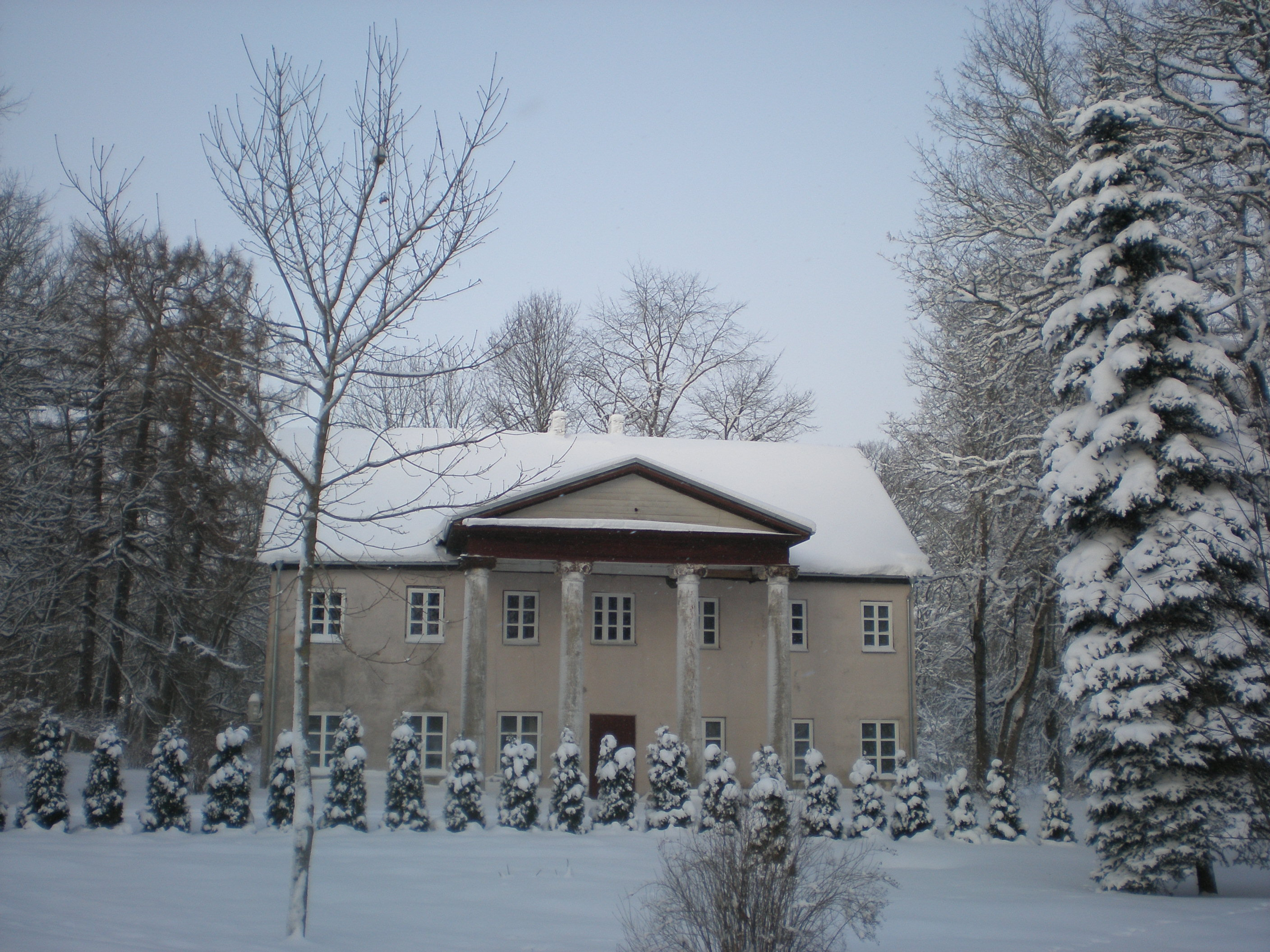
Het landhuis in de winter
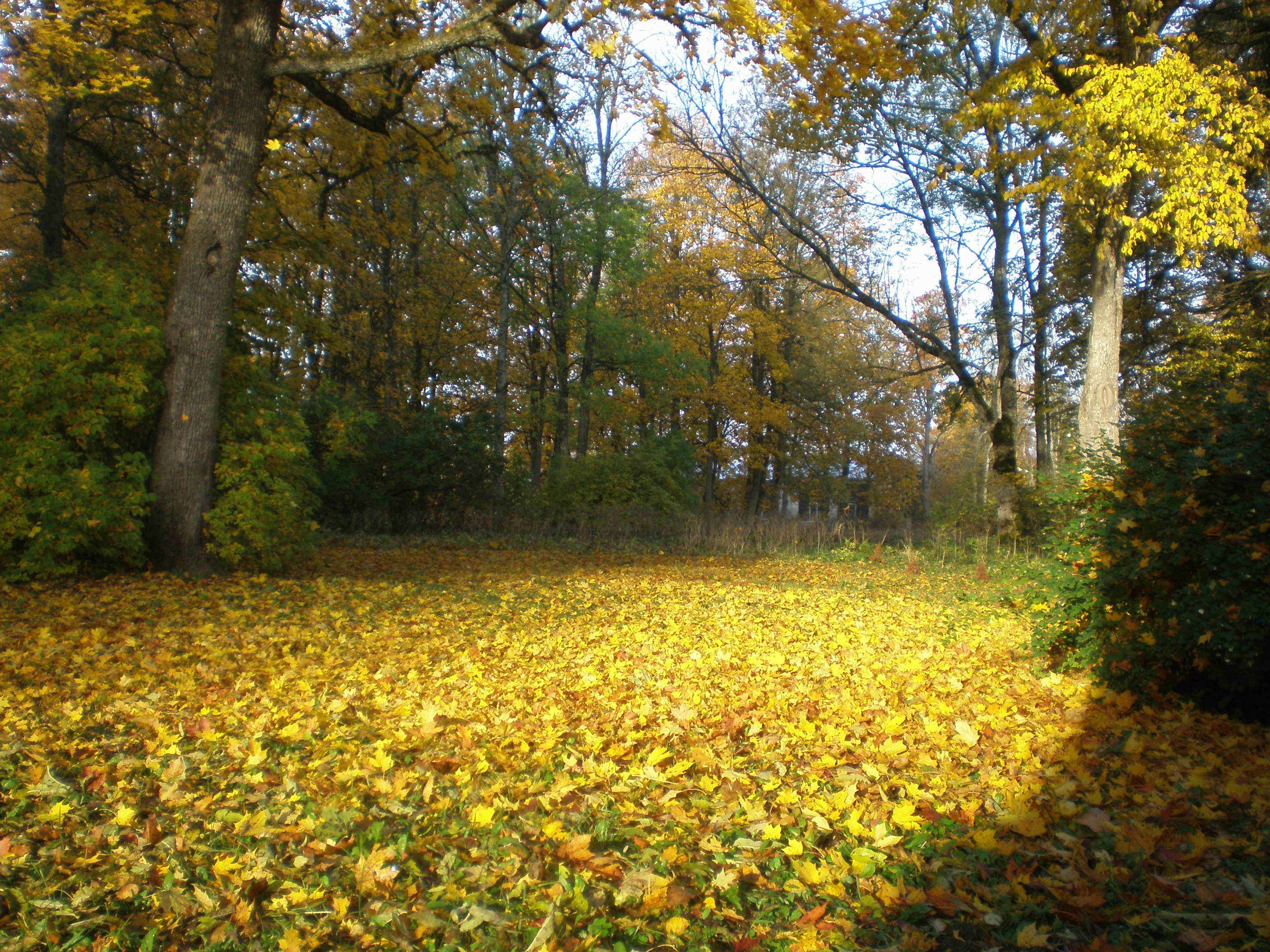
Park bij het landhuis